# Yokohama-e
Yokohama-e, literalment “quadres de Yokohama”, es refereix a les xilografies de l'estil ukiyo-e que representen estrangers i escenes de Yokohama. El 1859, el port de Yokohama es va obrir als estrangers, i els artistes d'ukiyo-e, principalment els de l'escola Utagawa, van produir més de 800 xilografies diferents en resposta a la curiositat general que despertaven aquests estrangers. La producció de Yokohama-e es va interrompre en els anys 1880.
Els artistes més prolífics que van treballar en aquest gènere van ser Utagawa Yoshitora, Utagawa Yoshikazu, Utagawa Sadahide, Utagawa Yoshiiku, Utagawa Yoshimori, Utagawa Hiroshige II, Utagawa Hiroshige III, Utagawa Yoshitoyo i Utagawa Yoshitomi.

## Galeria de Yokohama-e

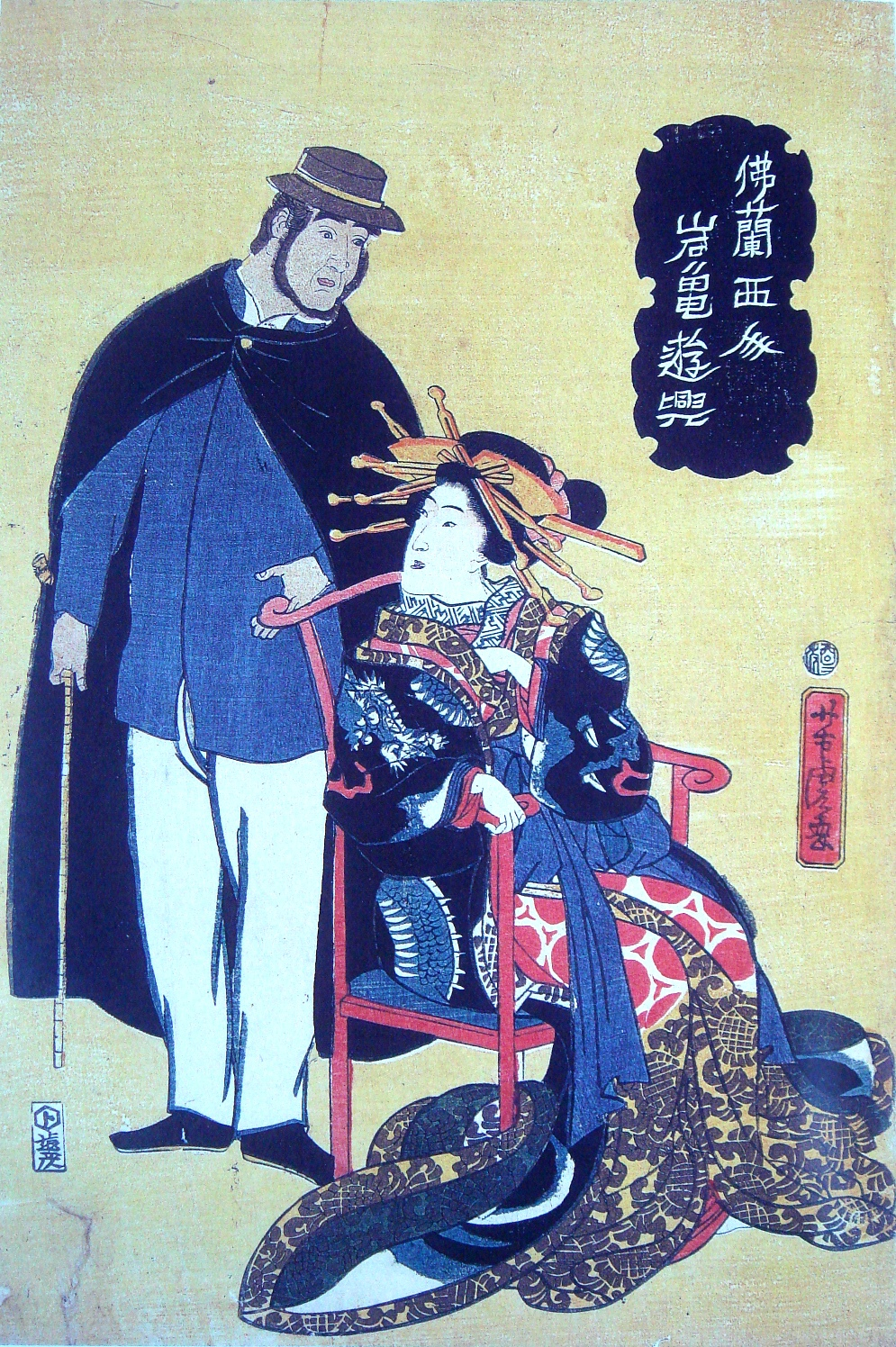
Xilografia d'Utagawa Yoshitora d'un francès amb una geisha, 1861
Primer tren de vapor que sortia de Yokohama, tríptic d'Utagawa Kunimasa
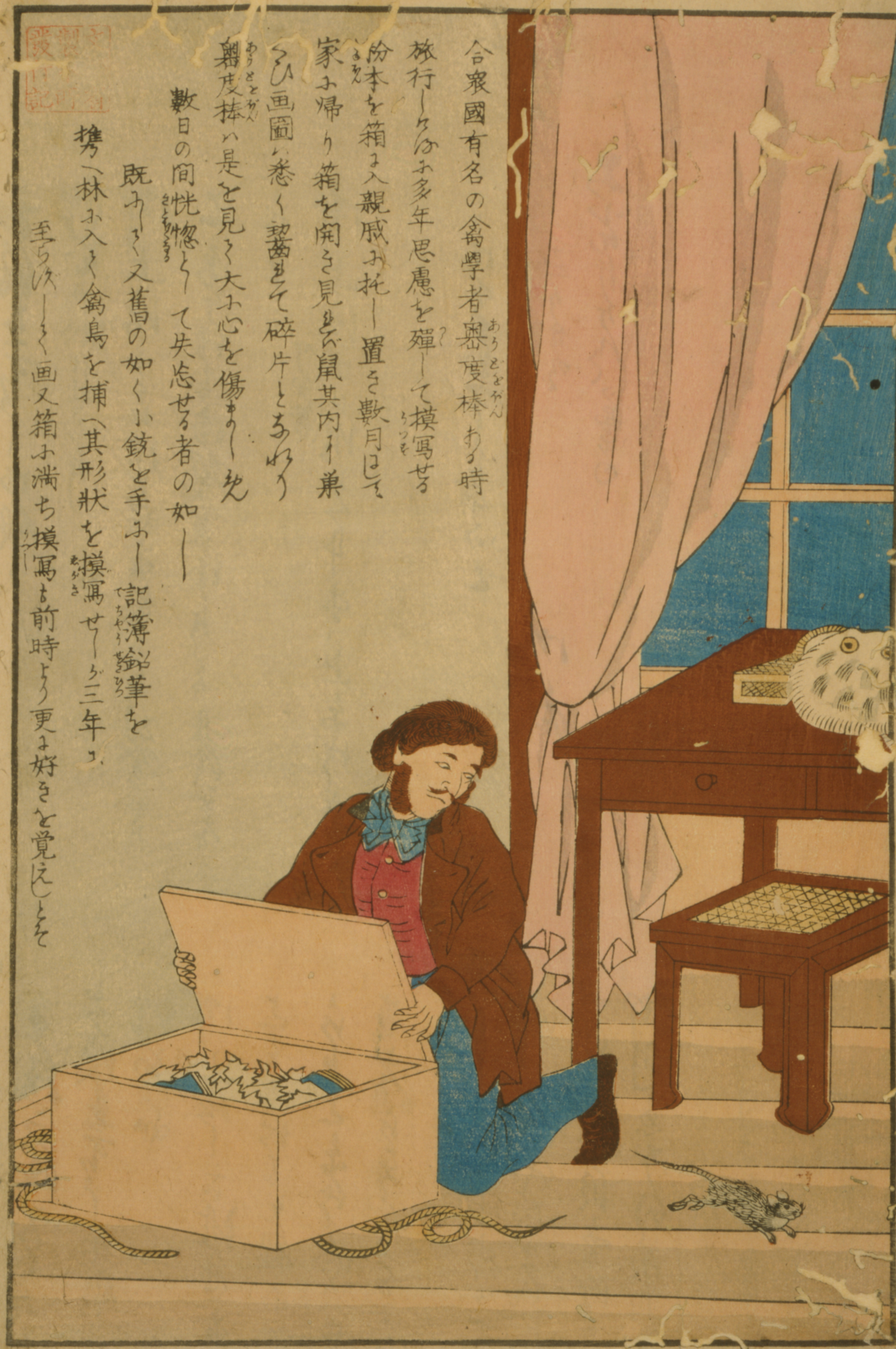
Gravat japonès que mostra al naturalista i ornitòleg americà John James Audubon (1785-1851) descobrint que una rata s'ha menjat la seva feina, sense signar
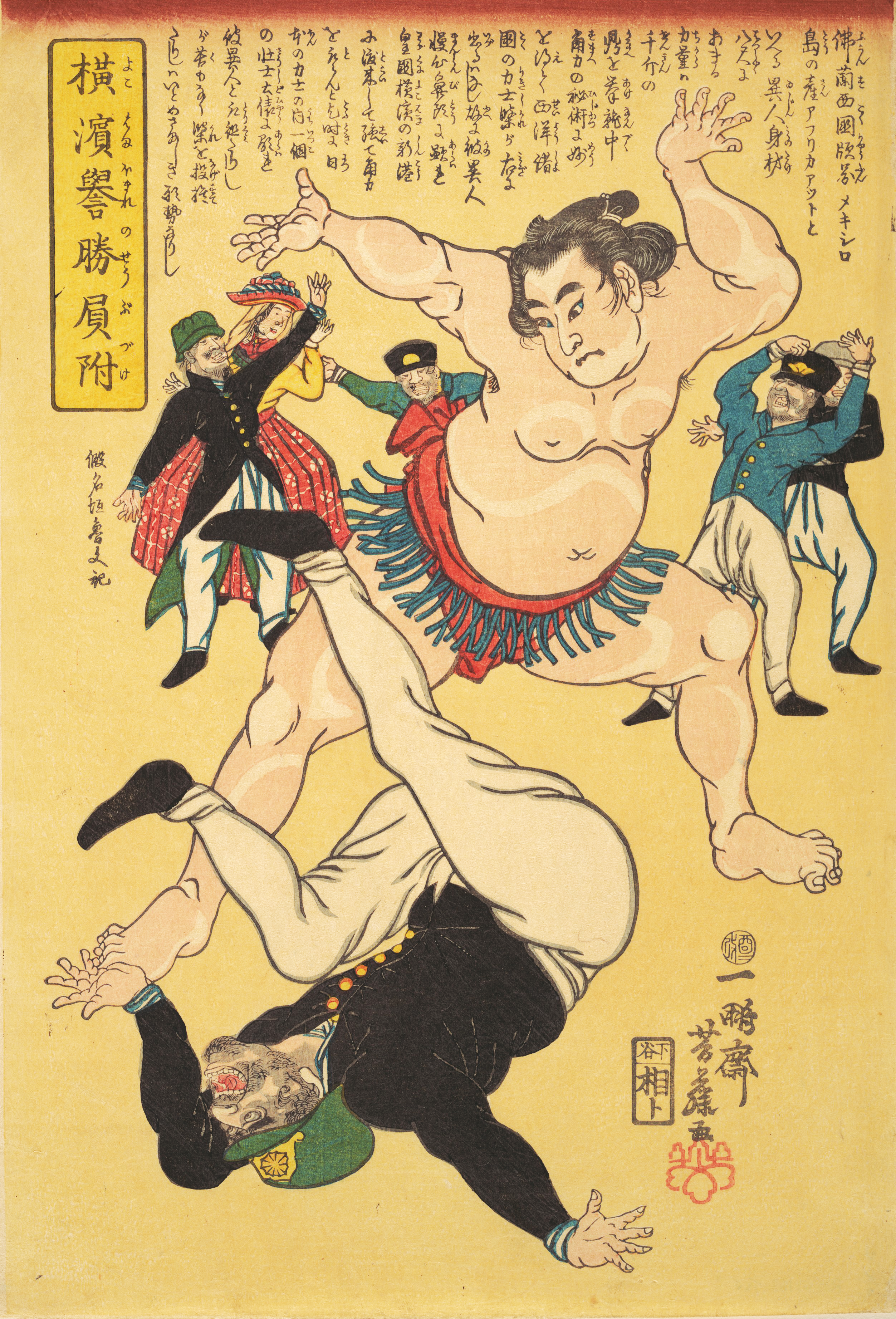
Lluitador de sumo llençant a un estranger a Yokohama, d'Utagawa Yoshifuji, 1861